# Kirschhofen
Kirschhofen is een dorpje in de Duitse stad Weilburg. Het dorp telt 671 inwoners.
Kirschhofenligt in het Landkreis Limburg-Weilburg aan de rivier de Lahn.

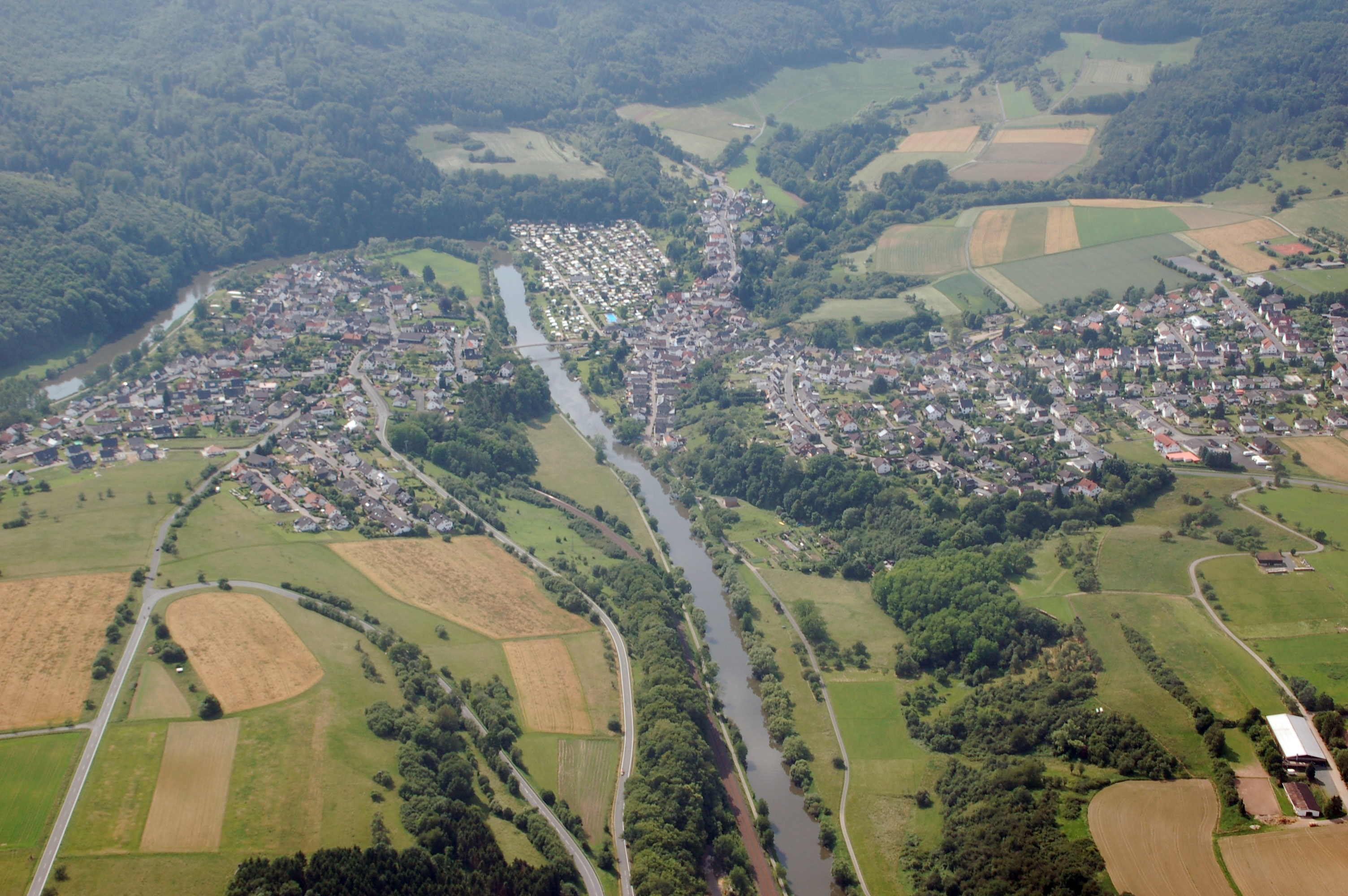
Kirschhofen aan de linkerkant van de Lahn